# Rubus multiformis
Rubus multiformis är en rosväxtart som beskrevs av Blanchard. Rubus multiformis ingår i släktet rubusar, och familjen rosväxter. Inga underarter finns listade i Catalogue of Life.